# 芦谷勇帆
芦谷 勇帆（あしや ゆうほ、1991年7月2日 - ）は、日本の元ラグビー選手。

## プロフィール
- 京都府出身。
- ポジションはロック(LO)。
- 身長 190cm、体重 95kg
- 7人制日本代表に選ばれたことがある[1]。
- U20日本代表に選ばれたことがある[2]。

## 略歴
ラグビーは中学から始めた。
2010年、伏見工業高校卒業後、早稲田大学に入る。なお伏見工業高校時代、高校日本代表に選ばれた。
2014年、早稲田大学卒業後、キヤノンイーグルスに加入。
2015年1月11日に行われたジャパンラグビートップリーグ2ndステージ第7節の神戸製鋼コベルコスティーラーズ戦に途中出場で公式戦初出場を果たす。 
2017年、神戸製鋼コベルコスティーラーズに加入。
2019年1月、2018年度をもって現役を引退することが発表される。引退後は社業に専念。